# Acraea dice
Acraea dice är en fjärilsart som beskrevs av Dru Drury 1782. Acraea dice ingår i släktet Acraea och familjen praktfjärilar. Inga underarter finns listade i Catalogue of Life.